# Csécse, Nógrád
Csécse  este un sat în districtul Pásztó, județul Nógrád, Ungaria, având o populație de 959 de locuitori (2011). 

## Demografie
Componența etnică a satului Csécse
     Maghiari (95,72%)
     Romi (3,92%)
     Necunoscut (0,36%)
     Alții (0,36%)
Componența confesională a satului Csécse
     Romano-catolici (58,92%)
     Fără religie (10,64%)
     Reformați (1,56%)
     Necunoscută (28,05%)
     Alte religii (1,98%)
Conform recensământului din 2011, satul Csécse avea 959 de locuitori. Din punct de vedere etnic, majoritatea locuitorilor (95,72%) erau maghiari, cu o minoritate de romi (3,92%). Apartenența etnică nu este cunoscută în cazul a 0,36% din locuitori.  Din punct de vedere confesional, majoritatea locuitorilor (58,92%) erau romano-catolici, existând și minorități de persoane fără religie (10,64%) și reformați (1,56%). Pentru 28,05% din locuitori nu este cunoscută apartenența confesională.